# Núria Rial
Núria Rial (Manresa, Katalónia, 1975. május 5. –) spanyol szopránénekes. Énekesi diplomáját a Bázeli Zeneakadémián szerezte, elsősorban régizenével foglalkozik.

## Tanulmányai
Tanulmányait 1995-től a Barcelonai Konzervatóriumban folytatta zongora és ének szakon. 1998-tól 2002-ig a Kurt Widmer vezette Konzertklasse tagja a Bázeli Zeneakadémián. Szólóénekesi diplomáját is itt szerezte.
Utóbbi években főként a reneszánsz- és barokkzenével foglalkozik, többek között például Händel és Monteverdi műveivel. De repertoárjában előfordulnak Mozart operaszerepek, illetve német, francia és spanyol művek énekszólamai is.
2009-ben elnyerte az ECHO Klassik német zenei díjat az Év fiatal művésznője kategóriában. 2012-ben a Kammerorchester Basellel felvett Telemann áriáival elnyerte a Legjobb operafelvétel kategória díját.

## Lemezei
- Francisco Guerrero: Motecta (1997)
- Miguel de Fuenllana: Orphenica Lyra 1554 (1999)
- Spanyol album (2CD-s válogatás 1999, 2000) Glossa
- Claros y Frescos Ríos – Dalok és hangszerek a spanyol reneszánszból (2000)
- Duke Ellington: Emlékkoncert (2001)
- Francesco Corselli: El Concierto Español (2002)
- George Frideric Handel: Lotario (2004)
- Orphénica Lyra: Música en el Quijote (2004)
- Emilio de' Cavalieri: Rappresentatione di Anima, et di Corpo (2004)
- Bach/Handel (2005)
- Giovanni Battista Pergolesi: Stabat Mater (2005)
- Wolfgang Amadeus Mozart: Le nozze di Figaro (2006)
- Luigi Rossi: Oratorio per la Settimana Santa. Cantalupi (2006)
- Roberto Cacciapaglia: Quarto tiempo. (2007)
- George Frideric Handel: Riccardo Primo (2007)
- Balázs Elemér Group & Núria Rial: Régizene (2007)
- George Frideric Handel: Duetti Amorosi (2008)
- Ave Maria (2008)
- Claudio Monteverdi: Teatro d'Amore (2008)
- Joseph Haydn: Arie per un'Amante (2009)
- George Frideric Handel: Süße Stille, sanfte Quelle (2009)
- Via Crucis: Claudio Monteverdi művei, Tarquinio Merula, Heinrich Ignaz Franz Biber (2010)
- Monteverdi Vespers
- George Frideric Handel: Athalia (2010)
- George Frideric Handel: Judas Maccabaeus (2010)
- Joaquín Rodrigo: La Obra Vocal – Antoni Ros Marbá (6CD 2010)
- Georg Philipp Telemann: Operaáriák (2011)
- Marianna Martines: cantatas "Il Primo Amore" DHM (2011)
- Bach Áriák, Kammerorchester Basel, Julia Schröder DHM (2013)
- Sospiri d'amanti, Hasse, Fux, Gasparini etc, Artemandoline DHM (2014)

## Díjai
- 2009. Az ECHO Klassik „Az év fiatal művésznője” díja
- 2012. A Kammerorchester Basellel a „Legjobb operafelvétel” díja

## Fordítás
- Ez a szócikk részben vagy egészben  a   Nuria Rial című angol Wikipédia-szócikk fordításán alapul.  Az eredeti cikk szerkesztőit annak laptörténete sorolja fel. Ez a jelzés csupán a megfogalmazás eredetét és a szerzői jogokat jelzi, nem szolgál a cikkben szereplő információk forrásmegjelöléseként.